# L'amour de soi
 (février 2024).
La mise en forme du texte ne suit pas les recommandations de Wikipédia : il faut le « wikifier ».
Les points d'amélioration suivants sont les cas les plus fréquents. Le détail des points à revoir est peut-être précisé sur la page de discussion.
- Les titres sont pré-formatés par le logiciel. Ils ne sont ni en capitales, ni en gras.
- Le texte ne doit pas être écrit en capitales (les noms de famille non plus), ni en gras, ni en italique, ni en « petit »…
- Le gras n'est utilisé que pour surligner le titre de l'article dans l'introduction, une seule fois.
- L'italique est rarement utilisé : mots en langue étrangère, titres d'œuvres, noms de bateaux, etc.
- Les citations ne sont pas en italique mais en corps de texte normal. Elles sont entourées par des guillemets français : « et ».
- Les listes à puces sont à éviter, des paragraphes rédigés étant largement préférés. Les tableaux sont à réserver à la présentation de données structurées (résultats, etc.).
- Les appels de note de bas de page (petits chiffres en exposant, introduits par l'outil «  Source ») sont à placer entre la fin de phrase et le point final[comme ça].
- Les liens internes (vers d'autres articles de Wikipédia) sont à choisir avec parcimonie. Créez des liens vers des articles approfondissant le sujet. Les termes génériques sans rapport avec le sujet sont à éviter, ainsi que les répétitions de liens vers un même terme.
- Les liens externes sont à placer uniquement dans une section « Liens externes », à la fin de l'article. Ces liens sont à choisir avec parcimonie suivant les règles définies. Si un lien sert de source à l'article, son insertion dans le texte est à faire par les notes de bas de page.
- La présentation des références doit suivre les conventions bibliographiques. Il est recommandé d'utiliser les modèles {{Ouvrage}}, {{Chapitre}}, {{Article}}, {{Lien web}} et/ou {{Bibliographie}}. Le mode d'édition visuel peut mettre en forme automatiquement les références.
- Insérer une infobox (cadre d'informations à droite) n'est pas obligatoire pour parachever la mise en page.

Pour une aide détaillée, merci de consulter Aide:Wikification.
Si vous pensez que ces points ont été résolus, vous pouvez retirer ce bandeau et améliorer la mise en forme d'un autre article.
L'amour de soi est un concept dans la philosophie de Jean-Jacques Rousseau qui réfère au genre d'amour-propre que les humains partagent avec des animaux bestiaux et précèdent l'apparence de la société.
En société, l'« amour-propre » tel que défini par Jean-Jacques Rousseau s'oppose à l'« amour de soi ». L'« amour-propre » est la volonté d'avoir auprès des autres une bonne image, et même d'être supérieurs aux autres : ce concept implique donc une compétition avec autrui. Par contre, l'« amour de soi » est l'amour de son propre corps, de la nature et de la vie ; cet amour de soi se dégage de la superficialité de l'image sociale et peut conduire à l'amour d'autrui.

## Concept
Rousseau soutenait dans Emile que l'amour de soi est la source de la passion humaine ainsi que l'origine et le principe de tous les autres désirs,. Elle est associée à la notion d'« auto-préservation », comme sentiment naturel qui pousse chaque animal à veiller à sa propre survie. Le philosophe a déclaré que ce type d’amour est prédominant au stade où nos facultés ne sont pas développées, donc encore considéré comme celui d’une brute. Ce concept fait partie de l'argument de Rousseau selon lequel le fossé entre les humains et le reste de la création animale n'existe pas.
Les actes commis par amour de soi ont tendance à viser le bien-être individuel. Il est considéré comme « toujours bon et toujours conforme à l'ordre » car il n'est pas malveillant, car l'amour de soi comme amour de soi n'implique pas la poursuite de son intérêt personnel aux dépens des autres. On a le droit d’ignorer le bien-être des autres si son bien-être est matériellement menacé. Le sentiment ne se compare pas aux autres mais concerne uniquement le fait de se considérer comme une existence absolue et précieuse. Elle est liée à la conscience de son avenir et peut freiner l'impulsion présente. Rousseau l'oppose à l'amour-propre, ce type d'amour-propre, trouvé dans la philosophie de Thomas Hobbes, dans lequel l'opinion de soi dépend de ce que pensent les autres et qui ne surgit qu'avec la société.
Rousseau a suggéré que l'amour de soi s'est perdu lors de la transition de la condition pré-sociétale à la société, mais qu'il peut être restauré par l'utilisation de « bonnes » institutions créées avec Du contrat social. Ce nouveau passage de l'état de nature à l'état civilisé amènerait l'homme à privilégier la justice plutôt que l'instinct.
L'amour de soi et la pitié forment les deux passions fondamentales de l'être humain à l'état de nature. On peut le rapprocher du conatus de Baruch Spinoza ou de l'instinct de conservation.

## Voir également
Amour-propre